# Boris Mihajlovič Ejhenbaum
Boris Mihajlovič Ejhenbaum (rus. Борис Михайлович Эйхенбаум, Krasnij, 4. listopada 1886. – Lenjingrad, danas Sankt Peterburg, 24. studenog 1959.), ruski književni povjesničar i teoretičar književnosti
Isprva je bio pristalica "formalne metode" pa se smatra jednim od vodećih predstavnika ruskog formalizma. Osim teorijskih spisa, značajna su i njegova proučavanja ruskog pjesništva te ruske književnosti 19. stoljeća. 

## Važnija djela
- "Melodika ruskog(a) lirskog stiha",
- Lav Tolstoj
- "Književne pozicije Ljermontova" (ili "Književna pozicija Ljermontova").